# WEC 3
WEC 3: All or Nothing foi um evento de artes marciais mistas promovido pelo World Extreme Cagefighting, ocorrido em 7 de junho de 2002 no Palace Indian Gaming Center no Lemoore, California.

## Background
O evento principal foi a luta entre Aaron Brink e Zane Frazier.

## Ligações Externas
- WEC 3 Results at Sherdog.com